# Демоны войны
«Демоны войны» (пол. Demony wojny wedlug Goi) — фильм польского режиссёра Владислава Пасиковского в жанре военной драмы. Премьера состоялась в 1998 году.

## Сюжет
Босния, февраль 1996 года. Батальон под командованием майора Келлера (Линда) несёт службу в составе контингента международных сил, действующих в соответствии с решением ООН. После небольшого инцидента командование принимает решение инспектировать часть и заменить майора другим командиром. Одновременно с новым командиром, майором Кушем, прибывает сотрудник прокуратуры Чацкий. В ночь перед заменой в зоне ответственности польского контингента сбит вертолёт с норвежскими и польскими военнослужащими. Игнорируя приказ командования, майор Келлер собирает добровольцев для поисково-спасательной экспедиции. Высадившись и обнаружив сбитый вертолёт, военнослужащие понимают, что столкнулись с сильным противником — бандой наемников под предводительством некоего "Скрии". Солдатам удается отбить двоих пленных, но высланный спасательный вертолёт был сбит из зенитно-ракетного комплекса. Один из пленных, работая со Скрией, сбегает, но у отряда Келлера в руках оказывается видеоплёнка, за которой люди Скрии начали охоту. После того, как поляков блокировали в охотничьем домике, Келлер был вынужден отдать кассету, но капрал Гудини успевает подменить её. От одного из наемников, майор узнаёт о том, что Скрия намерен сжечь боснийскую деревушку. Келлер решает не допустить уничтожения деревни.

## В ролях
- Богуслав Линда — майор Эдуард Келлер
- Збигнев Замаховский — капрал "Гудини" Морачевский
- Тадеуш Хук — майор Чеслав Куш
- Мирослав Бака — старший капрал "Тихий"
- Артур Жмиевски — сержант Бинек
- Олаф Любашенко — поручик Чацкий
- Тадеуш Шимкув — рядовой Петр Борунь
- Шимон Бобровски - капрал Ярослав "Бор" Борунь
- Дэнис Делич — Дано Иванов
- Бартоломей Топа — Макс
- Александра Неспелак — Николь
- Дариуш Сятковский - капитан, пилот вертолёта
- Кшиштоф Кершновски - капитан Зярно